# Colobothea poecila
Colobothea poecila är en skalbaggsart som först beskrevs av Ernst Friedrich Germar 1824.  Colobothea poecila ingår i släktet Colobothea och familjen långhorningar.
Artens utbredningsområde är Paraguay. Inga underarter finns listade i Catalogue of Life.